# Scurzolengo
Scurzolengo (Scurslengh in piemontese) è un comune italiano di 519 abitanti della provincia di Asti, nel territorio storico dell'Astesana in Piemonte.

## Storia
Il paese ha dato i natali a Primo Nebiolo, che è stato Presidente della IAAF (Federazione mondiale di atletica leggera) dal 1981 alla morte, avvenuta nel 1999, e a Piero Dusio, industriale che fu tra le altre cose anche presidente della Juventus negli anni della seconda guerra mondiale e fondatore della Cisitalia (Compagnia Industriale Sportiva Italiana), sulle cui vetture corse Tazio Nuvolari.

### Simboli
Lo stemma e il gonfalone del comune sono stati concessi con decreto del presidente della Repubblica dell'8 gennaio 1999.
(D.P.R. del 8 gennaio 1999)
Il grappolo e il riccio di castagno richiamano i principali prodotti agricoli della zona; le stelle simboleggiano i nuclei che compongono l’attuale circoscrizione amministrativa.
Il gonfalone è un drappo di giallo.

### Onorificenze
Il Comune di Scurzolengo è tra le città decorate al valor militare per la guerra di liberazione, insignito della medaglia di bronzo al valor militare per i sacrifici delle sue popolazioni e per l'attività nella lotta partigiana durante la seconda guerra mondiale:

## Società

### Evoluzione demografica
Abitanti censiti

## Infrastrutture e trasporti
Tra il 1900 e il 1935 Scurzolengo fu servito dalla tranvia Asti-Montemagno-Altavilla.

## Amministrazione
Di seguito è presentata una tabella relativa alle amministrazioni che si sono succedute in questo comune.
| Periodo          | Periodo          | Primo cittadino             | Partito                            | Carica      | Note  |
| ---------------- | ---------------- | --------------------------- | ---------------------------------- | ----------- | ----- |
| 31 maggio 1985   | 27 maggio 1990   | Pier Giorgio Robella        | -                                  | Sindaco     | [ 7 ] |
| 27 maggio 1990   | 24 marzo 1993    | Pier Giorgio Robella        | -                                  | Sindaco     | [ 7 ] |
| 26 marzo 1993    | 24 aprile 1995   | Giovanni Pane               | -                                  | Sindaco     | [ 7 ] |
| 24 aprile 1995   | 14 giugno 1999   | Giuseppe Poncini            | Partito Popolare Italiano          | Sindaco     | [ 7 ] |
| 14 giugno 1999   | 13 febbraio 2001 | Paolo Colombati             | lista civica                       | Sindaco     | [ 7 ] |
| 13 febbraio 2001 | 14 maggio 2001   | Tancredi Bruno Di Clarafond |                                    | Comm. pref. | [ 7 ] |
| 14 maggio 2001   | 30 maggio 2006   | Giovanna Beccuti            | lista civica                       | Sindaco     | [ 7 ] |
| 30 maggio 2006   | 16 maggio 2011   | Giovanna Beccuti            | lista civica                       | Sindaco     | [ 7 ] |
| 16 maggio 2011   | 14 maggio 2016   | Gianni Maiocco              | lista civica Per l'amore del paese | Sindaco     | [ 7 ] |
| 18 maggio 2016   | 3 ottobre 2021   | Gianni Maiocco              | lista civica Per l'amore del paese | Sindaco     | [ 7 ] |
| 3 ottobre 2021   | in carica        | Gianni Maiocco              | lista civica Per l'amore del paese | Sindaco     | [ 7 ] |